# قانون الضمانات
يُعد قانون الضمانات أحد أهم فروع القانون المدني التي تهدف إلى حماية حقوق الدائنين وضمان تنفيذ الالتزامات التعاقدية. وينقسم هذا القانون إلى نوعين رئيسيين: الضمانات العينية التي تُرتب حقًا مباشرًا على مال المدين، والضمانات الشخصية التي تعتمد على التزام شخص آخر بضمان الوفاء بالدين في حال عجز المدين الأصلي عن السداد.
تلعب الضمانات دورًا جوهريًا في تعزيز الثقة في التعاملات المالية والتجارية، إذ توفر للدائنين ضمانات فعلية لاسترداد حقوقهم، مما يشجع على منح القروض والتمويلات. كما تساعد في تقليل مخاطر الإفلاس والتعثر المالي، خاصة في القطاعات الاقتصادية التي تعتمد على الائتمان.

## الضمانات العينية
الضمانات العينية هي تلك التي تخول للدائن حقًا عينيًا على مال معين من أموال المدين، بحيث يكون له الأفضلية على باقي الدائنين عند استيفاء دينه. وتتميز هذه الضمانات بكونها تظل قائمة حتى في حال تغير مالك المال محل الضمان.

##### أنواع الضمانات العينية
تشمل الضمانات العينية عدة أنواع، أبرزها:
1. الرهن الرسمي: هو عقد يمنح الدائن حق الامتياز على عقار مملوك للمدين، بحيث يمكن للدائن التنفيذ على العقار في حال عدم الوفاء بالدين. يتطلب تسجيله في السجلات العقارية لضمان نفاذه في مواجهة الغير.
2. الرهن الحيازي: ينشأ بتسليم المدين مالًا منقولًا أو عقارًا إلى الدائن كضمان للدين، مع احتفاظ الدائن بحقه في حبس المال إلى حين السداد.، يمتاز بأن حيازة المال تكون بيد الدائن، مما يمنع المدين من التصرف فيه خلال فترة الضمان.
3. حقوق الامتياز: هي حقوق يقررها القانون لبعض الدائنين على أموال المدين، استنادًا إلى طبيعة الدين (مثل امتياز أجور العمال أو الضرائب المستحقة للدولة).لا تحتاج إلى تسجيل، إذ يكفي أن يكون هناك نص قانوني يقرر الامتياز.
4. الاحتفاظ بالملكية : يُعد نوعًا من الضمان العيني حيث يظل البائع مالكًا للمال المبيع حتى تمام الوفاء بالثمن، رغم تسليمه للمشتري يُستخدم غالبًا في عقود بيع السلع بالتقسيط.[3]

## الضمانات الشخصية
الضمانات الشخصية تعتمد على ذمة شخص آخر (غير المدين الأصلي) لضمان الوفاء بالدين. ويكون للدائن حق الرجوع على هذا الضامن في حال تخلف المدين عن السداد.
1. الكفالة :عقد يلتزم بموجبه شخص ثالث (الكفيل) بضمان تنفيذ التزام المدين الأصلي. قد تكون الكفالة تضامنية، حيث يستطيع الدائن الرجوع على الكفيل والمدين معًا، أو عادية، حيث لا يمكن للدائن مطالبة الكفيل إلا بعد استنفاد جميع الوسائل ضد المدين الأصلي.
2. التعهد بالتغطية : شكل حديث من الضمانات، غالبًا ما يُستخدم في القطاع المصرفي والتجاري، حيث يلتزم شخص أو مؤسسة بتغطية التزامات المدين عند الحاجة.

#### مقارنة بين الضمانات العينية والشخصية
| المعيار            | الضمانات العينية                                 | الضمانات الشخصية                                                      |
| ------------------ | ------------------------------------------------ | --------------------------------------------------------------------- |
| مصدر الضمان        | حق عيني على مال معين                             | التزام شخصي بضمان الوفاء بالدين                                       |
| القوة التنفيذية    | تُمكن الدائن من التنفيذ المباشر على المال المرهون | لا يحق للدائن التنفيذ على أموال الكفيل إلا بعد إخفاق المدين في السداد |
| الحاجة إلى التسجيل | غالبًا ما تتطلب تسجيلًا رسميًا (مثل الرهن الرسمي)   | لا تحتاج إلى تسجيل خاص                                                |

## انظر ايضاً
- قانون الضمانات المنقولة في المغرب